# Albisaurus
Genre
Albisaurus est un genre d'archosaures de la classe des Sauropsida. Le fossile a été découvert par Antonn Jan Frič (ou Anton Fritsch) et nommé à partir de l'os du pied en 1893 dans le Crétacé de Bohême. Il fut alors classé comme Iguanodontia. En 1905, il fut nommé A. scutiger et une plaque dermale lui fut rapporté. L'espèce est aujourd'hui considérée comme nomen dubium. Les vestiges (rares) ne sont « probablement pas ceux d’un dinosaure ».
Son nom signifie « reptile de la rivière Albi » en Bohême.